# Egyptens herrlandslag i fotboll
Egyptens herrlandslag i fotboll representerar Egypten i fotboll. Historiskt var man Afrikas hopp i de stora turneringarna med den meriterade fjärdeplatsen vid OS 1928 som främsta merit.
Laget spelade sin första match i augusti 1920 borta mot Belgien och förlorade med 2-4. Vid 1920 års olympiska fotbollsturnering i Antwerpen i månadsskiftet augusti-september föll man med 1-2 mot Italien innan man slog Jugoslavien med 4-2 i tröstturneringen.
Egypten var den första afrikanska nation som deltog i ett fotbolls-VM, det skedde 1934. Man tog sig då till åttondelsfinal vilken man dock förlorade mot Ungern med 4-2.
Under åren 1958-1961 representerade landslaget formellt Förenade Arabrepubliken (Egypten och Syrien), men alla spelare var egyptier när laget blev afrikanska mästare 1959. Egypten blev sjufaldiga afrikanska mästare 2010 (medräknat guldet för Förenade Arabrepubliken) och var då rankat som nummer 36 på Fifas världsranking för herrar, vilket då gjorde Egypten till Afrikas fjärde högst rankade landslag.

## VM i fotboll
Egypten var det första afrikanska lag att delta i fotbolls-VM då det var ett av 16 deltagande lag i Världsmästerskapet i fotboll 1934. Man fick dock bara spela en match då man i första omgången förlorade mot Ungern med 2-4. 
Det skulle dröja ytterligare 56 år innan Egypten kvalificerade sig till sitt andra världsmästerskap vid Världsmästerskapet i fotboll 1990 där de dock blev utslagna efter första omgångens gruppspel efter att ha spelat 1-1 mot Nederländerna, 0-0 mot Irland och förlorat sista matchen mot England med 0-1. 
Vid VM 2018 blev Egypten sist i sin grupp efter att ha förlorat samtliga sina 3 gruppspelsmatcher.

### Deltagande i VM i Fotboll
1934, 1990, 2018

## Olympiska sommarspelen
Egypten deltog som ett av 14 fotbollslag i Olympiska sommarspelen 1920 och blev därmed det första icke-europeiska fotbollslag att delta i den olympiska fotbollen. Laget förlorade sin första match i turneringen mot Italien med 1-2. Man fick därmed spela i tröstturneringen där de besegrade Jugoslavien med 4-2.
Laget nådde sin största olympiska framgång 1928 då de kom på fjärde plats efter att ha vunnit i första och andra omgången mot Turkiet (7-1) och Portugal (2-1) innan de förlorade mot Argentina i semifinalen samt mot Italien i matchen om bronset. 

### Olympiskt deltagande i fotboll
1920, 1924, 1928, 1936, 1948, 1952, 1960 (som Förenade Arabrepubliken), 1964, 1984, 1992
Egypten kvalade även in till fotbollsturneringen i olympiska sommarspelen 1956 men drog sig ur.

## Afrikanska mästerskapet i fotboll
Egypten är med sina sju segrar det landslag med överlägset flest antal segrar afrikanska mästerskapet i fotboll. De har dessutom vunnit tre mästerskap i följd: 2006, 2008 och 2010 vilken ingen annan nation ännu lyckats med. Som trefaldiga mästare var det mycket överraskande att de inte lyckades kvalificera sig till Afrikanska mästerskapet i fotboll 2012.

### Meriter från afrikanska mästerskapet i fotboll
Guld: 1957, 1959 (som Förenade Arabrepubliken), 1986, 1998, 2006, 2008 och 2010

Silver: 1962, 2017, 2021

Brons: 1963, 1965, 1970, 1974

## Spelare

### Nuvarande trupp
Följande spelare är uttagna till Världsmästerskapet i fotboll 2018. 
Antalet landskamper och mål är korrekta per den 1 juni 2018 efter matchen mot Colombia.
| Nr | Pos. | Namn                | Födelsedatum (ålder) | Matcher | Mål |              | Klubb                |
| -- | ---- | ------------------- | -------------------- | ------- | --- | ------------ | -------------------- |
| 1  | MV   | Essam El Hadary     | 15 januari 1973      | 157     | 0   | Saudiarabien | Al Taawoun           |
| 16 | MV   | Sherif Ekramy       | 10 juli 1983         | 23      | 0   | Egypten      | Al Ahly              |
| 23 | MV   | Mohamed El Shenawy  | 18 december 1988     | 2       | 0   | Egypten      | Al Ahly              |
|    |      |                     |                      |         |     |              |                      |
| 2  | F    | Ali Gabr            | 10 januari 1989      | 21      | 1   | England      | West Bromwich Albion |
| 3  | F    | Ahmed Elmohamady    | 9 september 1987     | 77      | 2   | England      | Aston Villa          |
| 4  | F    | Omar Gaber          | 30 januari 1992      | 24      | 0   | USA          | Los Angeles FC       |
| 6  | F    | Ahmed Hegazy        | 25 januari 1991      | 44      | 1   | England      | West Bromwich Albion |
| 7  | F    | Ahmed Fathy         | 10 november 1984     | 125     | 3   | Egypten      | Al Ahly              |
| 12 | F    | Ayman Ashraf        | 9 april 1991         | 5       | 1   | Egypten      | Al Ahly              |
| 13 | F    | Mohamed Abdel Shafy | 1 juli 1985          | 50      | 1   | Saudiarabien | Al Fateh             |
| 15 | F    | El Wensh            | 1 juni 1995          | 1       | 0   | Egypten      | Zamalek              |
| 20 | F    | Saad Samir          | 1 april 1989         | 11      | 0   | Egypten      | Al Ahly              |
|    |      |                     |                      |         |     |              |                      |
| 5  | MF   | Sam Morsy           | 10 september 1991    | 4       | 0   | England      | Wigan Athletic       |
| 8  | MF   | Tarek Hamed         | 24 oktober 1988      | 21      | 0   | Egypten      | Zamalek              |
| 14 | MF   | Ramadan Sobhi       | 23 januari 1997      | 23      | 1   | England      | Stoke City           |
| 17 | MF   | Mohamed Elneny      | 11 juli 1992         | 60      | 5   | England      | Arsenal              |
| 18 | MF   | Shikabala           | 5 mars 1986          | 30      | 2   | Saudiarabien | Al Raed              |
| 19 | MF   | Abdallah Said       | 13 juli 1985         | 36      | 6   | Finland      | KuPS                 |
| 21 | MF   | Trézéguet           | 1 oktober 1994       | 24      | 2   | Turkiet      | Kasımpaşa            |
| 22 | MF   | Amr Warda           | 17 september 1993    | 16      | 0   | Grekland     | Atromitos            |
|    |      |                     |                      |         |     |              |                      |
| 9  | A    | Marwan Mohsen       | 26 februari 1989     | 24      | 4   | Egypten      | Al Ahly              |
| 10 | A    | Mohamed Salah       | 15 juni 1992         | 57      | 33  | England      | Liverpool            |
| 11 | MF   | Kahraba             | 13 april 1994        | 19      | 3   | Saudiarabien | Al Ittihad           |